# 14.5x114mm弾
14.5x114mm弾とは、ソビエト連邦で使用された重機関銃および対物ライフル用の弾薬である。使用国には現在のロシア連邦、以前のワルシャワ条約機構の加盟国、また他の国々が挙げられる。
この弾薬は、当時の西側諸国における12.7mm弾と同じ役割を担っていた。(主に重機関銃、対物ライフル)
本弾薬は当初、シモノフPTRS1941とデグチャレフPTRD1941対戦車ライフルのために開発されたものであるが、後にはKPV 重機関銃に用いられた。この銃は対空機関銃としてZPUシリーズの基礎となったもので、またこれらの機関銃はBTR-60からBTR-80に連なるBTR装甲兵員輸送車シリーズの主兵装ともなっている。

## 弾薬の寸法
14.5x114mm弾は42.53mlの薬莢容量を持つ。この薬莢の外形は、非常に過酷な条件下においてボルトアクション方式のライフルおよび重機関銃で使用した際に、同様に信頼のおける給弾と排莢を行えるよう設計されていた。
14.5x114mm弾の薬莢各部の最大寸度。測定値は全てmmで表記されている。
アメリカでは薬莢のショルダー部の角度をalpha/2、22.50度と規定した。通常、本弾薬のライフリングの転度は455mm、施条数8条、ライフリング頂部腔径14.5mm、ライフリング深部腔径は14.95mmである。
公式ガイドラインに従えば、14.5x114mm弾の薬莢は360MPa(52,213psi)まで圧力を処理することができる。C.I.P.（加盟国内で流通する武器弾薬の安全保証を行う国際機関）の基準に従う国家では、全てのライフル用弾薬の薬莢と弾頭の組み合わせを顧客に販売するには、このC.I.P.圧力で最大125％に耐えることを証明しなければならない。

## 弾薬の種類
- BS：徹甲焼夷弾。原型は対戦車ライフル用弾薬である。投射体重量は64.4g、全長51mm、弾芯はタングステンカーバイド製で全長が38.7mm。1.8gの焼夷剤が先端部に入れられている。弾薬全体の重量は約200g、全長は155mmである。投射体の銃口初速は約1,006m/sで、射程100mで60度に傾斜した30mm厚の鋼板を貫通できた。また射程500mでは25mmを貫通した[1]。
- B-32：徹甲焼夷被甲弾。硬化鋼芯を採用している。投射体重量は64g、銃口初速は1,006m/s。撃角90度における装甲貫通能力は500mで均質圧延装甲(RHA)に換算し32mm。
- BZT：徹甲焼夷曳光弾。鋼製弾芯を採用し、被甲している。投射体重量は59.56gで銃口初速1,006m/s、曳光距離は2,000mに達する。
- MDZ：瞬発式の高性能焼夷弾。投射体の重量は59.68g。
- ZP：焼夷曳光弾。

弾薬にはラッカーの塗られた鋼製の薬莢が用いられ、雷管は1個装着されている。真鍮製の薬莢を使用して生産した国もある。発射薬は28.8gの無煙薬が7本のチューブ状に整形されており、これは5/7NAパウダーと呼称される。弾薬には2系列あり、初期の物はボートテール形状を持ち、伝統的な被甲を施されていたが、ライフリングとの接触部分が長いため、発射のたびに銃身はかなり摩耗した。新しいタイプは1957年ごろから使用されているもので、ライフリングとの接触部分が短くなり、弾尾はより丸みを帯びた形状となっている。
14.5x114mm弾はブルガリア、中華人民共和国、エジプト、ハンガリー、イラク、北朝鮮、ポーランド、ルーマニア、ロシア連邦で生産されており、また以前にはチェコスロバキアでも製造されていた。特に目をひくのは中国の新型徹甲弾である。
- DGJ02：AP-T弾薬（徹甲曳光弾）であり、分離式サボに包まれた45gのタングステン貫徹体を使用している。このサボはアメリカ陸軍のSLAP弾薬のものと類似している。また曳光剤は測距補助として2種の色を発する。このサボは、発射後150-200mの間に貫徹体と分離する。銃口初速は1,250m/sで、射程1,000mにおいて50°に傾斜して設置された20mmの装甲板を貫通可能とされている。
- DGE02：HEIAP弾薬（徹甲焼夷榴弾）である。重量は175gから188g。本弾薬は射距離800mにおいて、90%の確率で30°に傾斜して設置された15mmの装甲板を貫通可能とされている。射程300mでは、2mmの軟鋼板（航空機の外皮に相当）を貫通したあと20個ほどの破片となり、この破片がさらに1.2mm厚の鋼板を貫通できる。また射程100mでは30°に傾斜して設置された15mmの均質圧延鋼装甲板を貫通した後、75号あるいは95号航空燃料に80%の確率で引火させることができる。

## 本弾薬を使用する兵器
対物ライフル

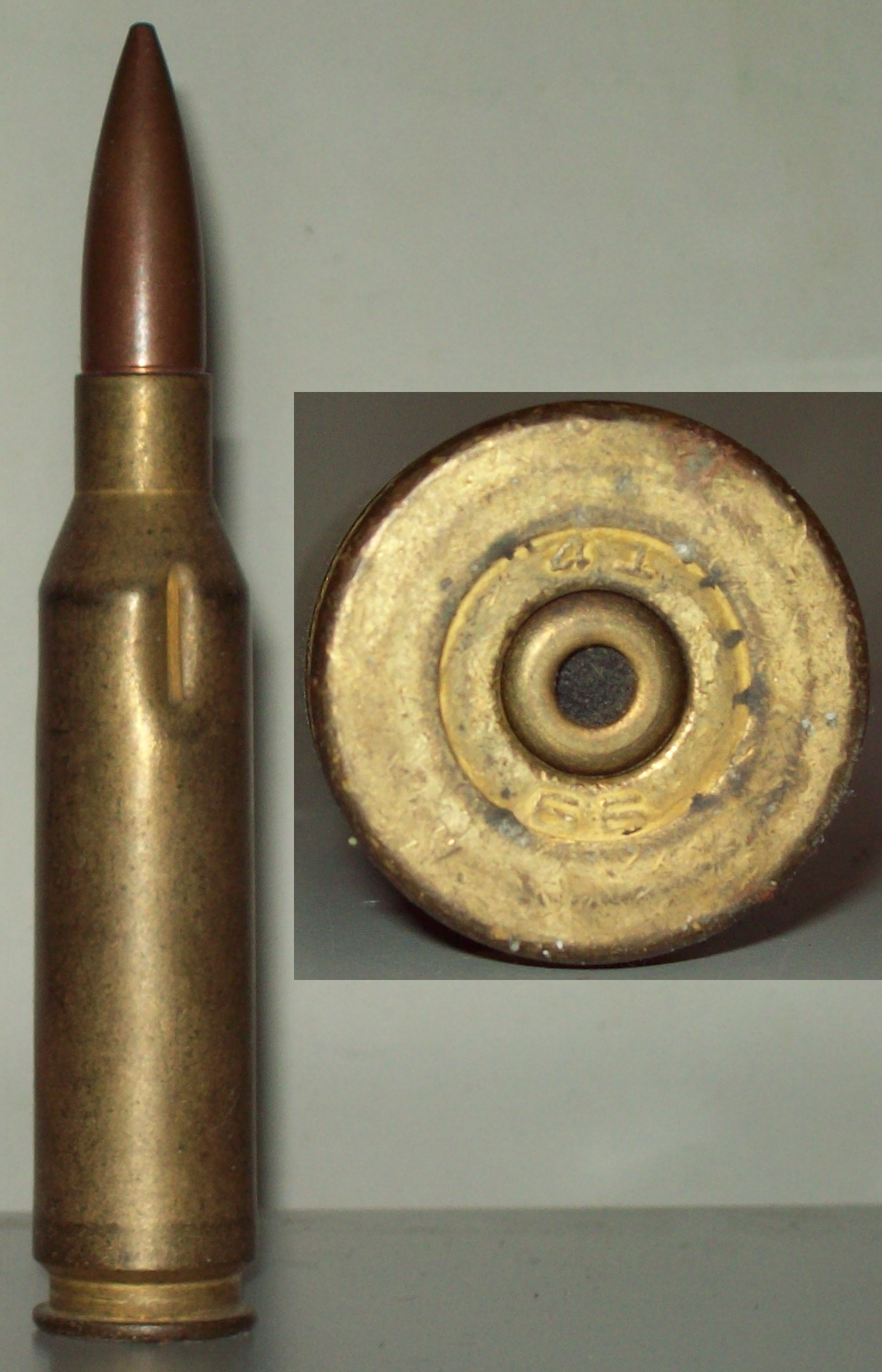
模擬弾。

- アンツィオ20mmライフル（英語版）
- ダネル NTW-20
- ゲパードM3対物ライフル、ゲパードM6対物ライフル
- IST-14.5対物ライフル
- マンビ-1 AMR
- シモノフPTRS1941 (対戦車ライフル)
- デグチャレフPTRD1941 (対戦車ライフル)
- シャヘル狙撃銃[3]
- トゥルベロ狙撃銃（英語版）
- en:Vidhwansak、インドの対物ライフル。

機関銃
- スロスティン機関銃（英語版） (大口径派生型)
- KPV 重機関銃
- タイプ02/QJG 02重機関銃[4]
- 中国製の56式および58式重機関銃

他の兵装
- ZPU-4
- 2Kh35 内蔵改修型自動装填銃[5]。戦車砲の砲身内部に挿入設置される銃で、訓練時に高価な戦車砲弾の代わりに14.5mm弾を発射する。いわゆる内トウ銃（月へんに唐）の一種。

## 関連書籍
- Koll, Christian (2009). Soviet Cannon - A Comprehensive Study of Soviet Arms and Ammunition in Calibres 12.7mm to 57mm. Austria: Koll. p. 91. ISBN 978-3-200-01445-9.  オリジナルの2009年10月19日時点におけるアーカイブ。 2009年11月21日閲覧。